# Sonnenaufgang

Am 9. Juni (𝛿 = 22,9°N) steigt in New Brighton (𝜑 = 45,0575°) die Sonne unter einem Winkel von 39,8° über den Horizont

Als Sonnenaufgang bezeichnet man sowohl das Überschreiten des Horizonts (Aufgang) durch die Sonne als auch den Zeitpunkt dieses Ereignisses im täglichen Sonnenlauf sowie die Himmelserscheinung insgesamt mit all ihren (auch meteorologischen) Phänomenen.

## Begriff
Der Sonnenaufgang folgt auf die Morgendämmerung, sein Gegenteil ist der Sonnenuntergang. Umgangssprachlich, und zum Beispiel in der Fotografie, wird der Sonnenaufgang von einer Blauen Stunde (vor Sonnenaufgang) und einer Goldenen Stunde (nach Sonnenaufgang) umrahmt.
Ursache des Phänomens ist die Erdrotation, die den Ort des Betrachters über die Tag-Nacht-Grenze bewegt. Im Sinne des Überschreitens der kompletten Sonnenscheibe dauert er in den Tropen zwei Minuten, in Mitteleuropa je nach Jahreszeit drei bis vier, in Polarregionen mehrere bis viele Minuten und an den Polen mehr als einen Tag.
Das Wort Sonnenaufgang bezieht sich auf den menschlichen Betrachter und damit auf das geozentrische Weltbild. Tatsächlich geht nicht die Sonne auf, sondern der Standort des irdischen Beobachters dreht sich als Folge der Erdrotation der Sonne entgegen.
Vom Morgengrauen bis zum Sonnenaufgang ist anhand des zeitlich versetzten Gesangs der Singvögel eine ungefähre Zeitbestimmung möglich (siehe Vogeluhr).

## Astronomische Phänomenologie
Der Aufgang ist neben Sonnenuntergang, Meridiandurchgang und Kulmination einer der wichtigsten Aspekte der astronomischen Phänomenologie, weshalb alle astronomischen Kalender und Jahrbücher entsprechende Daten für Sonne und Mond enthalten. Die Berechnung solcher Zeitpunkte ist im Artikel Sichtbarkeit (Astronomie) beschrieben. Die Zeiten von Sonnenaufgang und Sonnenuntergang werden in Deutschland meist auf den zentralen Ort Kassel bezogen sowie in Österreich auf den 15. Längengrad. Die lokalen Zeitpunkte weichen entsprechend der wahren Ortszeit davon ab. Beispielsweise geht in Cottbus die Sonne etwa 35 Minuten früher auf als in Aachen.
Wegen der Zeitgleichung fällt der früheste Sonnenaufgang nicht mit der Sommersonnenwende zusammen, sondern tritt bereits um den 17. Juni ein. Analog ist der späteste Sonnenaufgang nicht zur Wintersonnenwende (heutzutage meistens am 21. Dezember), sondern in Norddeutschland um den 29. Dezember, in der Schweiz um den 3. Januar. Der Unterschied zur Aufgangszeit am Tag der Sonnenwende beträgt nur etwa zwei Minuten.
Der Zeitpunkt des Aufgangs der Sonne ist definiert als der Moment, in dem die Oberkante der Sonnenscheibe den geozentrischen oder wahren Horizont überschreitet; wird er von der Oberkante unterschritten, ist Sonnenuntergang.
Ab etwa ± 65° Breite (Polarnähe) und wegen der durch die astronomische Refraktion verursachten Krümmung der Lichtstrahlen in der Erdatmosphäre kann zum Zeitpunkt der Wintersonnenwende nur noch die halbe Sonnenscheibe den wahren Horizont überschreiten. Ab etwa ± 67,41° erreicht dann auch die Oberkante der Sonnenscheibe nicht mehr den wahren Horizont (siehe auch Polarnacht).
Die scheinbare Sonnengröße variiert zwischen 31′ 28″ zu Anfang Juli und 32′ 32″ zu Anfang Januar, damit ergibt sich eine Abweichung von ungefähr ± 1,7 % im Jahresverlauf. Der mittlere scheinbare Durchmesser der Sonne beträgt 31′ 59,3″. Aufgrund der Krümmung der Lichtstrahlen in der Erdatmosphäre erscheint die Sonnenscheibe um etwa 0,6° gehoben.
Allgemeine Vorausberechnungen können keine realen Horizontverläufe bestimmter Standorte berücksichtigen und beziehen sich auf einen idealen mathematischen Horizont, der sich überall auf der Höhe 0° befindet. Zur Berechnung solcher Zeitpunkte siehe Aufgang (Astronomie).

## Azimut der Sonne bei Sonnenaufgang

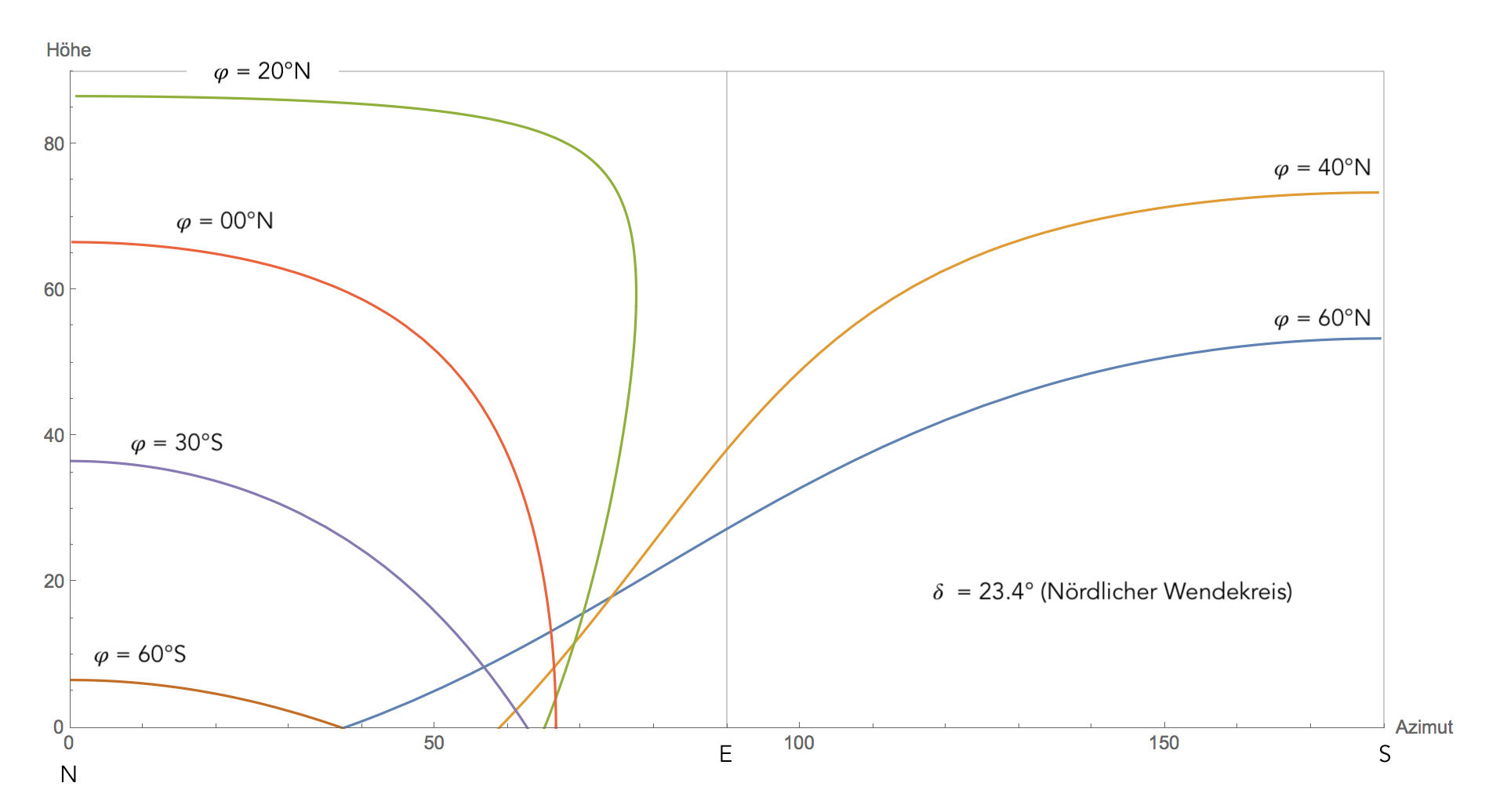
Sonnenaufgang für verschiedene geographische Breiten bei Sommeranfang auf der nördlichen Hemisphäre

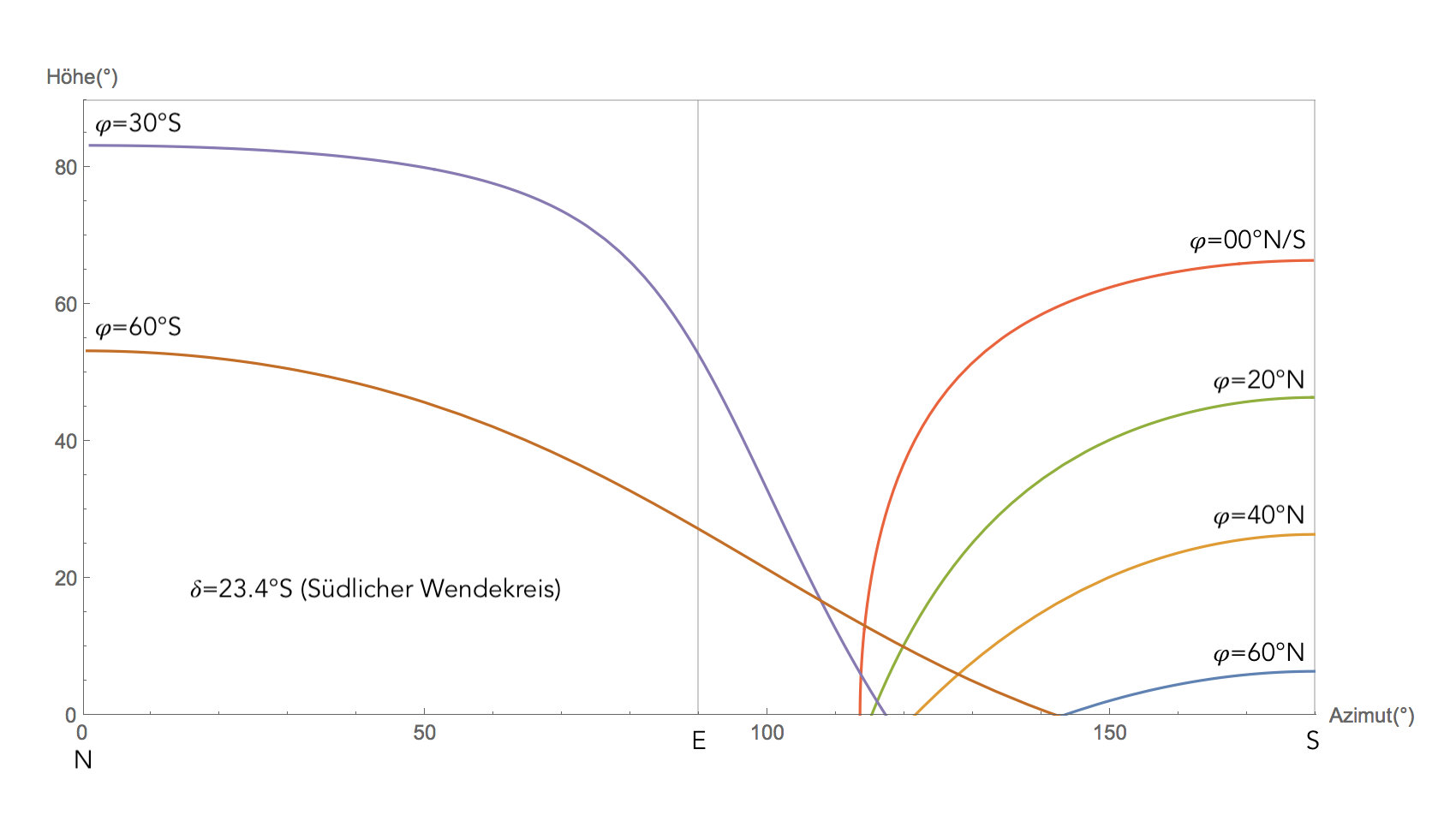
Sonnenaufgang für verschiedene geographische Breiten bei Winteranfang auf der nördlichen Hemisphäre

Das Azimut der aufgehenden Sonne hängt von der geographischen Breite des Beobachters und der momentanen Deklination der Sonne, also von der Jahreszeit ab.
Das Azimut {\displaystyle \alpha } der aufgehenden Sonne kann als Funktion der geographischen Breite {\displaystyle \varphi } des Beobachters und der Deklination {\displaystyle \delta } der Sonne mit Hilfe der sphärischen Trigonometrie berechnet werden. Am 21. Juni (Sommeranfang auf der N-Halbkugel) steht die Sonne auf dem nördlichen Wendekreis und hat eine Deklination von 23,4° Nord. Am 23. September und am 21. März steht die Sonne auf dem Himmelsäquator und hat eine Deklination von 0°. Am 21. Dezember (Winteranfang für die N-Halbkugel) hat die Sonne eine Deklination von 23,4°S. Das Azimut {\displaystyle \alpha _{\text{SR}}} der aufgehenden Sonne ist:
{\displaystyle \alpha _{\text{SR}}=\arccos \left[{\frac {\sin(\delta )}{\cos(\varphi )}}\right]}
Die Berechnung des Azimutes des Sonnenaufganges zeigt unter anderem auch, dass bei Winteranfang auf z. B. 80° nördlicher Breite die Sonne nicht aufgeht. Für diese Breite und die gegebene Deklination von −23,4° hat das Azimut keinen reellen Wert.
Die Steilheit (Winkel {\displaystyle \beta }), mit der die Sonne bei Sonnenaufgang über den Horizont steigt, kann für die verschiedenen Breiten {\displaystyle \varphi } und die gegebene Deklination {\displaystyle \delta } wie folgt berechnet werden:
{\displaystyle \beta =\arctan \left[\cot(\varphi ){\sqrt {1-\sin ^{2}(\delta )\sec ^{2}(\varphi )}}\right]=\arctan \left[{\frac {\sin(\alpha _{\text{SR}})}{\tan(\varphi )}}\right]}
Die Grafik rechts zeigt, dass bei Sommerbeginn auf der nördlichen Hemisphäre (21. Juni) für einen Beobachter auf 60° nördlicher Breite die Sonne mit einem Azimut von 37° aufgeht und unter einem relativ flachen Winkel {\displaystyle \beta } von 19° rechtsläufig über den Horizont steigt. Für einen Beobachter auf 20° Nord steigt die Sonne bei einem Azimut von 65° viel steiler, nämlich mit einem Winkel von 68°, über den Horizont. Für diesen Beobachter läuft die im Nordosten aufgehende Sonne erst in Richtung Osten und am späteren Vormittag plötzlich gegen Norden. Für Beobachter am Äquator steigt die Sonne bei Sonnenaufgang das ganze Jahr senkrecht auf. Bei Frühlings- und Herbstbeginn steigt die Sonne an jedem Ort der Erde mit einem Winkel {\displaystyle \beta =(90^{\circ }-\varphi )} über den Horizont. Zum Beispiel wird an diesen zwei Tagen auf 40° Breite die Sonne bei Sonnenaufgang mit einem Winkel von 50° über den Horizont steigen. Sowohl bei Sommer- wie auch Winteranfang {\displaystyle (\delta =\pm 23{,}4^{\circ })} wird die Sonne am gleichen Ort bei Sonnenaufgang mit einem Winkel von 45° aufsteigen.
Die zweite Grafik zeigt das Azimut der Sonne und die Steilheit der Sonnenbahn bei Sonnenaufgang am 21. Dezember (N-Winteranfang) für Beobachter auf ausgewählten Breiten. Auch hier steigt die Sonne für einen Beobachter am Äquator senkrecht über den Horizont.

### Herleitung der Formeln

#### Azimut der Sonne bei Sonnenaufgang

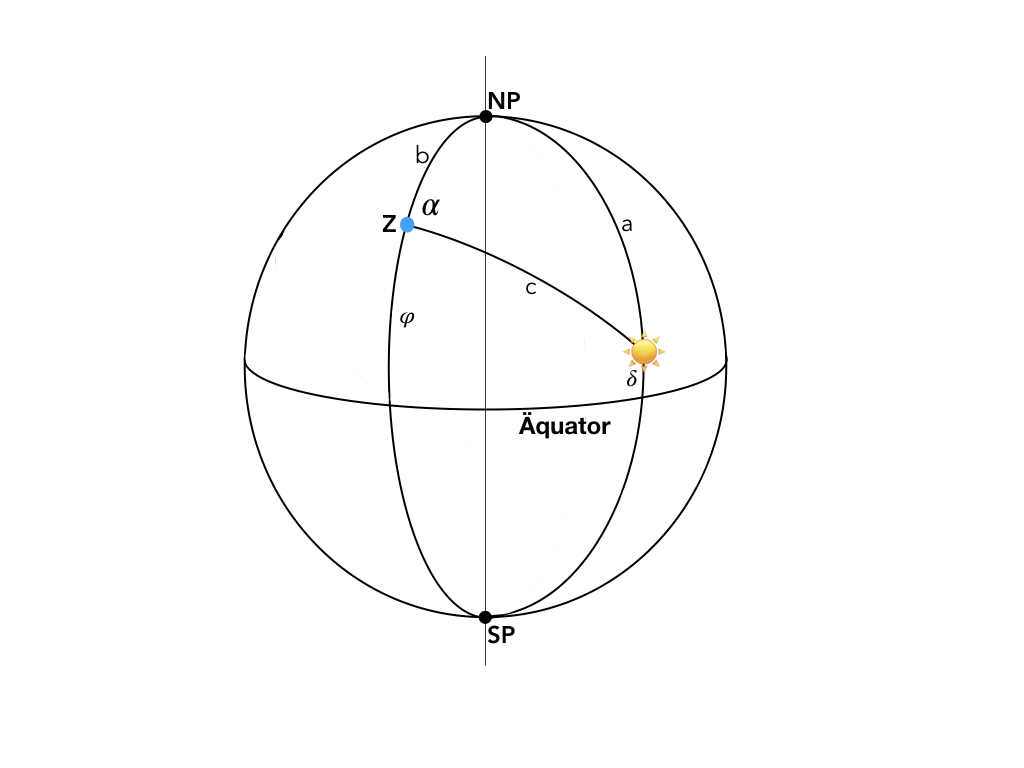
Sphärisches Dreieck auf der Himmelskugel

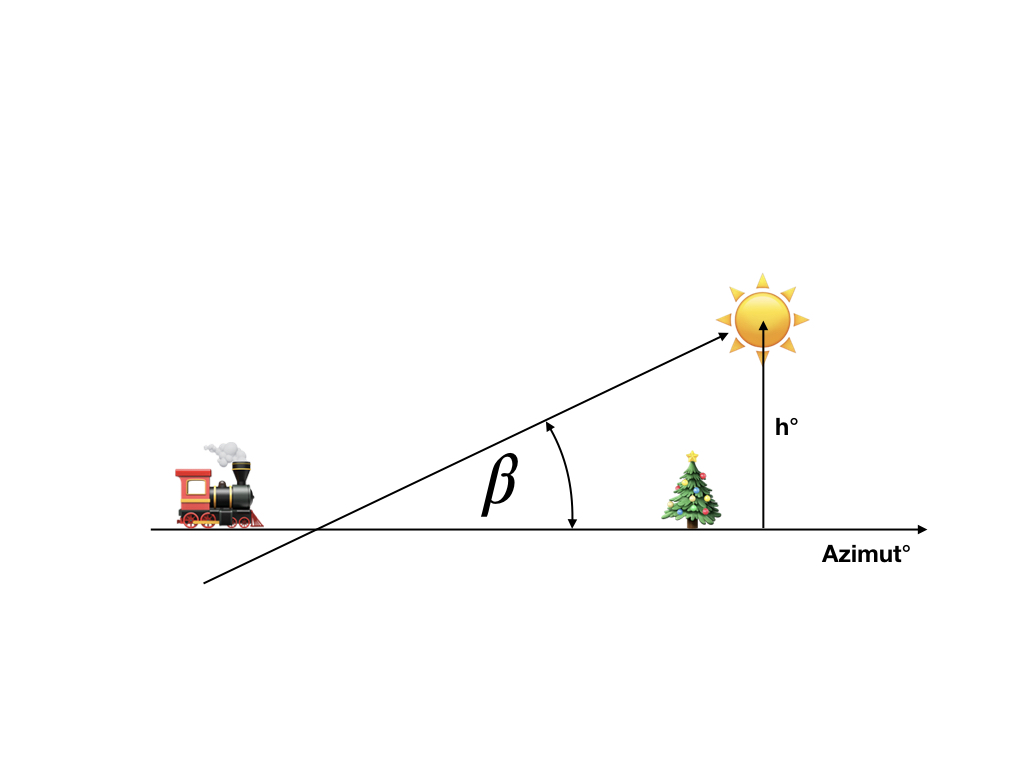
Steilheit des Sonnenaufganges

Zur Berechnung des Azimutes der Sonne bei Sonnenaufgang und zur Berechnung der Steilheit, mit der die Sonne bei Sonnenaufgang über den Horizont steigt, betrachtet man das sphärische Dreieck, das mit den drei Punkten Nordpol, Zenit des Beobachters und Position der Sonne aufgespannt wird. In der Grafik bezeichnet Z den Zenit, NP den Nordpol, SP den Südpol. {\displaystyle \alpha } ist das Azimut der Sonne vom Beobachter aus gesehen. c ist die Zenitdistanz der Sonne vom Beobachter aus gesehen. {\displaystyle \varphi } ist die geographische Breite des Beobachters und {\displaystyle \delta } ist die Deklination der Sonne.
Das aufgezeigte Dreieck wird mit dem sphärischen Seitenkosinussatz beschrieben:
{\displaystyle \cos(\alpha )={\frac {\cos(a)-\cos(b)\cos(c)}{\sin(b)\sin(c)}}}
Ersetzt man {\displaystyle a}, {\displaystyle b} und {\displaystyle c} mit {\displaystyle a=90^{\circ }-\delta }, {\displaystyle b=90^{\circ }-\varphi } und {\displaystyle c=90^{\circ }-h}, wobei {\displaystyle h} die Höhe der Sonne über dem Horizont ist, so folgt:
{\displaystyle \alpha =\arccos \left[\sec(h)\sec(\varphi )(\sin(\delta )-\sin(h)\sin(\varphi ))\right]}
Bei Sonnenaufgang steht die Sonne auf der Höhe h=0° über dem Boden. Mit h=0° wird das Azimut der aufgehenden Sonne:
{\displaystyle \alpha _{\text{SR}}=\arccos \left[{\frac {\sin(\delta )}{\cos(\varphi )}}\right]}

#### Steilheit des Sonnenaufganges
Bei Sonnenaufgang steigt die Sonne im Winkel {\displaystyle \beta } über den Horizont. Es ist:
{\displaystyle \tan(\beta )=dh/d\alpha ={\frac {1}{d\alpha /dh}}}
Die erste Ableitung von {\displaystyle \alpha } nach {\displaystyle h} an der Stelle {\displaystyle h=0} eingesetzt ergibt:
{\displaystyle \tan(\beta )=\left[\cot(\varphi ){\sqrt {1-\sin ^{2}(\delta )\sec ^{2}(\varphi )}}\right]={\frac {\sin(\alpha _{\text{SR}})}{\tan(\varphi )}}}
Der Winkel {\displaystyle \beta } ist positiv, wenn die Sonne von links nach rechts, also von Osten gegen Süden steigt. Läuft die im Osten aufgehende Sonne bei Sonnenaufgang von rechts nach links, also gegen Norden, so wird der Winkel {\displaystyle \beta } negativ ausgedrückt.

## Zeitabhängigkeit der Helligkeit
Wie die Beleuchtungsstärke in der Morgendämmerung zunimmt und während des Sonnenaufgangs verläuft, kann durch Messungen der Helligkeit gut erfasst werden. Neben dem rein phänomenologischen Aspekt ist dies z. B. für die Biologie und für die Entwicklung von Sonnenaufgangs-Simulatoren (etwa zur Verwendung als Lichtwecker) von Bedeutung.
Die Zeitabhängigkeit der Helligkeit im Zeitraum um den Sonnenaufgang hängt stark von der Jahreszeit, vom Wetter und vom Breitengrad ab. Bei wolkenfreiem Himmel lässt sich die Helligkeit sehr gut durch eine Exponentialfunktion abschätzen. Die Beleuchtungsstärke verdoppelt sich dabei alle fünf Minuten.
{\displaystyle E=80~\mathrm {lx} \cdot 1{,}15^{\frac {t}{1~\mathrm {min} }}=80~\mathrm {lx} \cdot e^{\frac {t}{7{,}16~{\text{min}}}}}
{\displaystyle E} ist die Beleuchtungsstärke und {\displaystyle t} die Zeit, wobei {\displaystyle t=0} der Zeitpunkt des Sonnenaufgangs ist. {\displaystyle e} ist die eulersche Zahl. Demzufolge werden 10 lx (Lux), das ist etwa die Beleuchtungsstärke der Straßenbeleuchtung, schon ca. 15 Minuten vor Sonnenaufgang erreicht, und die Helligkeit einer durchschnittlichen Bürobeleuchtung (ca. 800 lx) wird etwa 16 Minuten nach Sonnenaufgang überschritten. Diese Formel ist etwa für einen Zeitraum von einer Stunde vor bis eine halbe Stunde nach Sonnenaufgang (also {\displaystyle t} zwischen −60 min und +30 min) für die Breitenlage Deutschlands geeignet. Im Sommer nimmt die Helligkeit schneller, im Winter langsamer zu als angegeben.